# Swietogorsk
Swietogorsk (fiń. i do 1949 ros. Enso) – miasto w Rosji, w obwodzie leningradzkim, 207 km na północny zachód od Petersburga. Do 1940 w granicach Finlandii. W 2009 liczyło 15 217 mieszkańców.

## Urodzeni w Enso
- Kyllikki Naukkarinen – fińska lekkoatletka, olimpijka